# Héraclée du Latmos
Pour les articles homonymes, voir Héraclée.
La ville antique d’Héraclée du Latmos ou du Latmus (sous le Latmus) se trouve sur la rive nord-est du lac Bafa en Doride ionienne, dans l'actuel district turc de Milas et la province de Muğla. La ville s'est appelée Latmos, du nom antique du massif montagneux qui la domine à l'est (en grec : Λάτμος, en turc : Beşparmak Dağı, Monts des cinq doigts, appelé aussi Monte di Palatschio).

## Le site
Pendant l'Antiquité, le lac Bafa était un golfe de la mer Égée. Les alluvions amenées par le Méandre en ont obstrué l'entrée et ont formé le lac actuel. Au Ier siècle, c'est encore un golfe. D'après Strabon, Héraclée était un port qui possédait un bon mouillage. Le niveau du lac s'est élevé depuis l'Antiquité, il est maintenant plusieurs mètres au-dessus du niveau de la mer de sorte qu'une partie des vestiges de la ville se trouve sous les eaux. La ville de Milet était alors à l'entrée du golfe sur une péninsule.
Les vestiges sont dispersés dans le village de Kapırıkı : temples, théâtre (très ruiné), agora, bouleutérion... Le temple d'Endymion est creusé dans le rocher entre le village et le lac.
Les fortifications ont une longueur de 6,5 km et une soixantaine de tours. Elles montent dans la montagne à plus d'un kilomètre de la rive du lac et semblent démesurées par rapport à la taille de la ville.
Les ruines d'un monastère byzantin sont sur l'île qui se trouve en face du village.
Sur un cap rocheux qui s'avance dans le lac à 500 m au sud du village on peut voir une nécropole dont les tombes sont creusées dans le rocher, certaines d'entre elles sont actuellement sous le niveau des eaux du lac.

## Le mythe d'Endymion

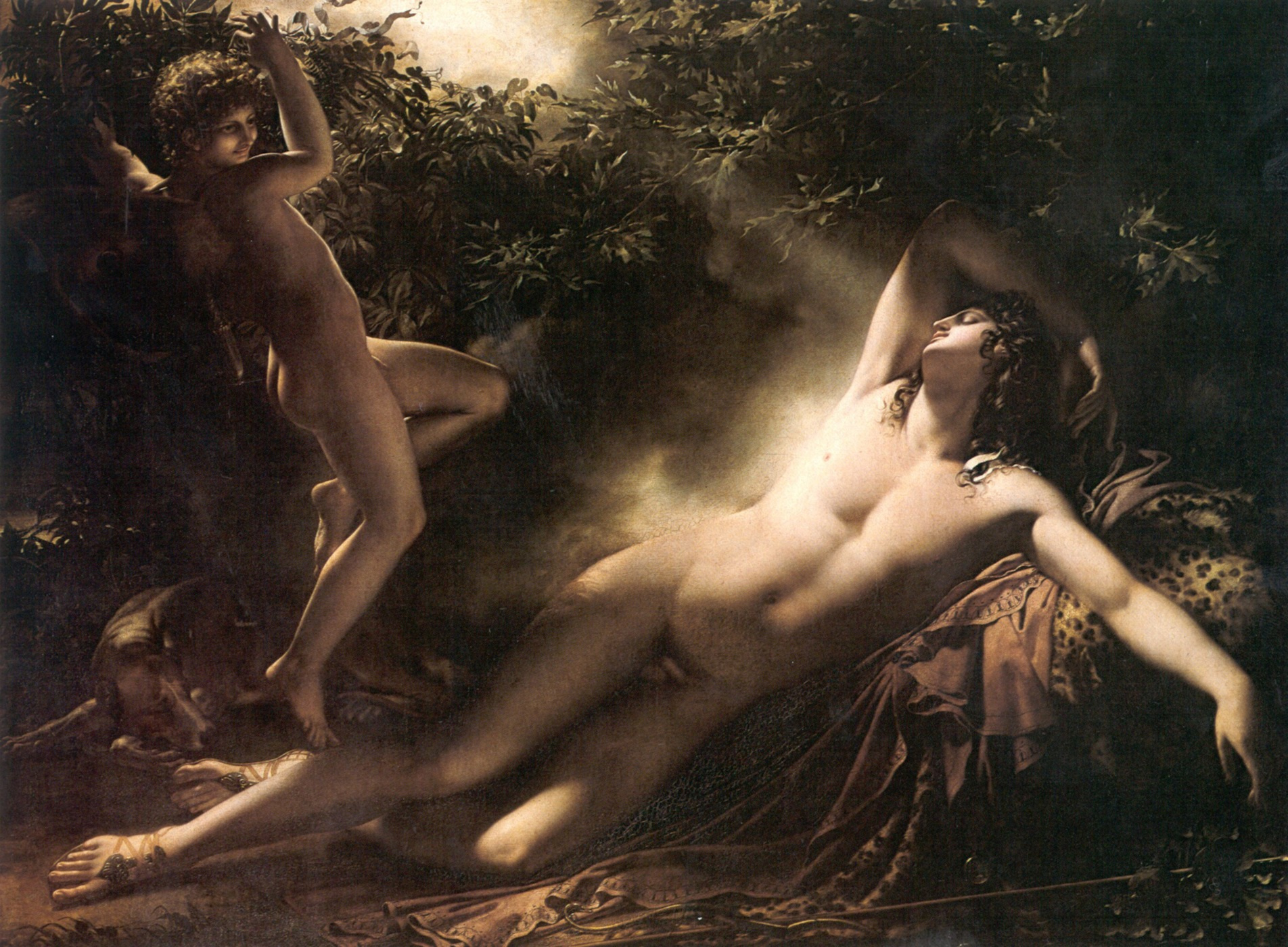
Endymion, par Girodet, musée du Louvre.

Endymion, un chasseur, un roi ou un berger du mont Latmos, était si beau qu'il inspira un violent amour à Séléné qui demanda à Zeus de le faire dormir éternellement pour préserver sa beauté. Il repose étendu sur le flanc de la montagne. Il y a dans les environs une caverne dans laquelle Endymion aurait dormi et qui était considérée comme son tombeau.

## Histoire
La cité antique était un port construit par les Ioniens qui a pris part, avec Milet et d’autres villes, à la révolte ionienne contre les Perses, au Ve siècle av. J.-C. L’Empire perse délègue le gouvernement de la Carie au satrape Hécatomnos. Son fils Mausole projette de prendre Héraclée du Latmos. Il use pour cela d’une ruse car la ville a la réputation d'être difficile à prendre :

« Mausole feignit de se lier d'amitié avec les Latmiens. Il leur rendit les otages qu'Hidriée avait pris pendant la guerre, et voulut avoir une garde de Latmiens, comme si c'eussent été les seules personnes en qui il pût prendre confiance. Il en était servi à toutes choses où il les voulait employer; enfin il sut les gagner absolument. S'étant ainsi assuré de leur affection, il feignit que devant aller à Pygèle, il avait peur de l'Éphésien Proplyte, et pria ceux de Latmos de lui donner encore trois cents hommes pour renforcer sa garde. Les Latmiens firent choix de trois cents hommes, et les lui envoyèrent. Mausole les ayant reçus, marcha avec eux et avec le reste de son armée, et prit la route de Pygèle. Comme il passait auprès de Latmos, les habitants de la ville sortirent pour voir l'ordre et la pompe de la marche. Mausole avait posé la nuit précédente des troupes nombreuses en embuscade. Elles surprirent la ville qu'elles trouvèrent vide, et les portes ouvertes, et Mausole ayant mené toute son armée y entra et s'en empara. »

— Polyen, « Ruses de guerre, Livre VII, chapitre XXIII - Mausole », sur « L'antiquité grecque et latine ».
Avec la coupure de l'accès à la mer, la ville perd de son importance au profit de Milet. Héraclée devient un centre chrétien important. Au VIIe siècle, c'est un évêché. Des anachorètes s’installent dans les grottes de la montagne. Des édifices byzantins furent construits sur la rive et sur les petites îles du lac. Les ruines d'un monastère byzantin s’élèvent sur l’île en face du village.